# Волосатов, Иван Кириллович
Иван Кириллович Волосатов (21 ноября [4 декабря] 1902 — 13 апреля 1945) — Герой Советского Союза, участник Великой Отечественной войны, командир батальона 114-го стрелкового полка 325-й стрелковой дивизии 2-й гвардейской армии 3-го Белорусского фронта, капитан.

## Биография
Волосатов Иван Кириллович родился 21 ноября (4 декабря) 1902 года в деревне Ново-Марково (ныне — Урицкого района Орловской области) в семье крестьянина. По национальности — русский. Член ВКП(б) с 1932 года. Получил семилетнее образование.
В 1919—1920 годах проходил действительную службу в рядах Красной Армии, а в 1920—1922 годах — в железнодорожном полку войск ВЧК РСФСР. Участник Гражданской войны.
Вторично в Красной Армии в 1924—1926 годах. В 1925 году окончил Харьковскую военную пограничную школу войск ОГПУ. Работал на железнодорожном транспорте завода имени Ильича — электриком, заместителем начальника цеха электроэксплуатации.
В третий раз призван в Красную Армию Ильичёвским райвоенкоматом города Мариуполя Донецкой области Украины в 1941 году. В 1942 году окончил курсы «Выстрел». Участник Великой Отечественной войны с 1941 года.
Батальон 114-го стрелкового полка (325-я стрелковая дивизия, 2-я гвардейская армия, 3-й Белорусский фронт), которым командовал капитан Иван Волосатов, 13 апреля 1945 года в бою при прорыве сильно укреплённой, глубоко эшелонированной обороны противника в районе населённого пункта Нойкурен (ныне город Пионерский Калининградской области) уничтожил более 100 и взял в плен свыше 40 немецких солдат и офицеров. Сам Волосатов погиб в бою при штурме населённого пункта Кёсникен. Похоронен в братской могиле в посёлке Рощино Зеленоградского района Калининградской области.
Указом Президиума Верховного Совета СССР от 29 июня 1945 года за образцовое выполнение боевых заданий командования на фронте борьбы с немецко-фашистскими захватчиками и проявленные при этом мужество и героизм, капитану Волосатову Ивану Кирилловичу посмертно присвоено звание Героя Советского Союза.

## Награды
- Медаль «Золотая Звезда» Героя Советского Союза.
- Орден Ленина.
- Орден Красного Знамени.
- Орден Александра Невского[1].

## Память
Памятник на братской могиле в посёлке Рощино Зеленоградского района Калининградской области.